# Willie O'Neill
Willie O'Neill (Glasgow, 30 dicembre 1940 – 28 aprile 2011) è stato un calciatore scozzese, di ruolo difensore.

## Palmarès

### Club

#### Competizioni nazionali
- Campionato scozzese: 5

Celtic: 1965-1966, 1966-1967, 1967-1968, 1968-1969, 1969-1970
- Coppa di Scozia: 3

Celtic: 1964-1965, 1966-1967, 1968-1969
- Coppa di Lega scozzese: 5

Celtic: 1965-1966, 1966-1967, 1967-1968, 1968-1969, 1969-1970

#### Competizioni internazionali
- Coppa dei Campioni: 1

1966-1967